# Max Hentschel
Max Victor Hentschel (* 20. November 1878 in Dresden; † 19. März 1938 in Geringswalde) war ein deutscher Pädagoge, Unternehmer und Politiker der Reichspartei des deutschen Mittelstandes. Er war von 1926 bis 1933 Mitglied des Sächsischen Landtags und von 1932 bis 1933 sein Vizepräsident.

## Leben
Max Victor Hentschel war das vierte Kind des Kantors Karl Adolf und der Anna Emilie Hentschel in Langenbernsdorf bei Werdau (Sachsen) geboren. Er besuchte ab 1885 die Volksschule in Langenbernsdorf und ab 1891 die Realschule in Werdau. Von 1893 bis 1899 bereitete er sich am Königlichen Lehrerseminar in Schneeberg auf den Beruf vor. Von 1899 bis 1908 war er als Lehrer, zunächst als Hilfslehrer bis 1901 in Auerhammer, ab 1902 bis 1917 als ständiger Lehrer in Aue tätig. Er unterbrach die Berufstätigkeit von 1908 bis 1910, um Psychologie und Heilpädagogik für Sprech- und Hörbehinderte an der Universität zu Berlin zu studieren.
Er diente im Ersten Weltkrieg von 1917 bis 1918 als Kanonier, Gefreiter und Unteroffizier. Nach zweijährigem Kriegsdienst als Kanonier wurde er 1919 Oberlehrer in Aue. Von 1927 bis 1935 war er Schulleiter. 1935 wurde – wahrscheinlich wegen seiner Opposition gegen die NSDAP – sein Dienstverhältnis als Schulleiter aufgelöst. Er siedelte nach Geringswalde über. Dort übernahm er bis 1937 die Geschäftsführung der Familienfirma Lederer & Strobel, einem Schamotte-, Ton- und Ziegelwerk, das von den Vorfahren seiner Frau gegründet worden war. Er war Freimaurer.
Am 18. Februar 1905 heiratete er in Dresden Auguste Bertha Wolf und hatte mit ihr die Tochter Martha Gertrud  (geboren 1911, verheiratete Lötzsch).

## Politische Tätigkeit
1925 wurde Hentschel zum Stadtverordneten in Aue gewählt. Er schloss sich der Reichspartei des deutschen Mittelstandes an, die von 1920 bis 1925 Wirtschaftspartei des deutschen Mittelstandes hieß und daher auch später Wirtschaftspartei (WP) genannt wurde. Er engagierte sich in der Landespolitik und kandidierte für das Parlament in Dresden. Er gehörte in der Weimarer Republik dem Sächsischen Landtag in der 3. Wahlperiode (1926–1929), 4. Wahlperiode (1929–1930) und 5. Wahlperiode (1930–1933) an. Hentschel setzte sich öffentlich kritisch mit der aufstrebenden NSDAP auseinander, was ihm erhebliche Aufmerksamkeit sicherte. Das Parlament wählte ihn am 24. November 1932 zum 2. Vizepräsidenten. Er gehörte dem Landtagspräsidium bis zur Auflösung 1933 an.

## Nachlass
Sein Nachlass wird im Sächsischen Staatsarchiv, Hauptstaatsarchiv Dresden, aufbewahrt. Der Schwerpunkt der Materialien sind seine Abgeordnetentätigkeit und seine Parteiarbeit.
Hentschels Kriegstagebuch „Nachrichten von der Front“ in drei Bänden, die er in Form erzählender „Wanderbriefe“ mit vielen Zeichnung und Karten an seine Familie geschrieben hatte, wurden von seinem Bruder Richard Hentschel in Reinschrift übertragen. Als Zeitzeugendokument wurde das Kriegstagebuch 2014 von der Staatsbibliothek zu Berlin erworben.